# مرعي المقعدي
مرعي المقعدي لاعب كرة قدم سعودي.
لعب سابقاً في أندية الوطني والصقور و الحزم والإتفاق و الخلود و الحجاز و محايل.

## روابط خارجية
- مرعي المقعدي على موقع Soccerway.com (الإنجليزية)